# 桂喜代楽・愛子
桂喜代楽・愛子（かつらきよらく・あいこ）は、大正から昭和期に活躍した夫婦音曲漫才コンビ。

## 概要
戦後も古典的な万歳を継承してきた数少ないコンビで活躍した。
喜代楽は1902年に三重県三重郡菰野町の生まれ。同郷の先輩には漫才のルーツの一人ともいわれる初代市川順若がいる。1916年、1917年頃から安来節に魅了され万歳の道に玉子屋円辰の弟子の玉子家辰丸に入門し、1925年3月に妻の愛子とコンビを組む。
昭和に入り安来節の一座に混じり東京に上京、東京で最初古典的な万才をやっていたが東京で漫才がまだ認知されておらず受けなかったために新作万才に転向。戦争に入ると時事漫才、時局漫才をやる。戦後は名古屋に住み喜代楽が1984年に亡くなる直前まで大須演芸場などに出演し活躍した。また東西通して戦前の漫才の寄席を知る数少ないコンビで好事家に人気があった。大阪、東京時代ほとんど端席や地方巡業が多く主要寄席にはほとんど出演しなかった。
目立った弟子はいなかったが2012年に亡くなった三味線漫談家として活躍する玉川スミは多くのネタを受け継いだ。

## メンバー
- 桂喜代楽（かつらきよらく、1902年 - 1984年1月17日）本名：曽根徳松。

- 桂愛子（かつらあいこ、生没年不詳）本名：曽根（名は不明）。